# Abby Quinn
Abby Quinn (* 14. April 1996 in Bloomfield, Michigan) ist eine US-amerikanische Filmschauspielerin.

## Leben
Abby Quinn begann ein Studium, brach es aber ab und zog nach Los Angeles, um Schauspielerin zu werden. In der Komödie Landline hatte sie 2017 ihre erste größere Rolle. 2019 wirkte sie als „Mabel Buchmann“ in der Sitcom Verrückt nach dir mit. 2023 spielte sie in M. Night Shyamalans Thriller Knock at the Cabin als „Adriane“.

## Filmografie (Auswahl)
- 2016: The Journey is the Destination
- 2017: Landline
- 2018: Radium Girls
- 2019: Verrückt nach dir (Mad About You, Fernsehserie, 12 Folgen)
- 2019: Little Woman
- 2019: After the Wedding
- 2020: Shithouse
- 2020: I’m Thinking of Ending Things
- 2022: Torn Hearts
- 2023: Knock at the Cabin